# ماري بي. كينيدي
ماري بي. كينيدي (بالإنجليزية: Mary B Kennedy)‏ هي باحثة أمريكية، ولدت في 1947.